# Joannes Petrus van Baar
Joannes Petrus van Baar (Eindhoven, 24 december 1758 – aldaar, 22 oktober 1807) is een voormalig burgemeester van de Nederlandse stad Eindhoven. 
Van Baar werd geboren als zoon van burgemeester Rudolphus van Baer en Anna Zeegers. Vier broers werden ook burgemeester.
In 1786 was hij lid van het Eindhovens Patriotistisch Genootschap 'de Vaderlandsche Sociëteit Concordia’, in 1792 en 1793 burgemeester van Eindhoven, in 1796 luitenant van de burgermacht in Eindhoven.
Hij trouwde te Eindhoven op 20 mei 1784 met Helena Maria van Vlokhoven, dochter van burgemeester Paulus van Vlokhoven en Maria Elisabeth Raeijmaeckers, gedoopt te Eindhoven op 16 januari 1763, begraven in Eindhoven op 2 juni 1800. 